# Cosmibuena valerioi
Cosmibuena valerioi är en måreväxtart som först beskrevs av Paul Carpenter Standley, och fick sitt nu gällande namn av Charlotte M. Taylor. Cosmibuena valerioi ingår i släktet Cosmibuena och familjen måreväxter. Inga underarter finns listade i Catalogue of Life.